# Alex Zingerle
Alex Zingerle (* 17. August 1992 in Brixen) ist ein ehemaliger italienischer Skirennläufer. Der Südtiroler war vor allem in den Disziplinen Slalom und Riesenslalom aktiv.

## Biografie
Im Alter von 15 Jahren nahm Zingerle ab Dezember 2007 an FIS-Rennen und nationalen Juniorenrennen teil. Im Februar 2009 nahm er am Europäischen Olympischen Winter-Jugendfestival in Szczyrk teil, kam jedoch bei seinen zwei Einsätzen nicht ins Ziel. Früh zeichnete sich eine Spezialisierung in den technischen Disziplinen ab, da er nur sporadisch in den schnellen Disziplinen Abfahrt und Super-G antrat. Im Februar 2010 fuhr er erstmals im Europacup, zunächst jedoch ohne nennenswerte Erfolge. Der erste Punktgewinn auf dieser Stufe gelang ihm im Jänner 2011. Bei den Juniorenweltmeisterschaften 2012 gewann er die Silbermedaille im Mannschaftswettbewerb.
Sein Debüt im Weltcup hatte Zingerle am 16. Dezember 2012 beim Riesenslalom auf der Gran Risa in Alta Badia, er klassierte sich dabei auf Platz 49. Den ersten Sieg in einem FIS-Rennen konnte er im Jänner 2013 feiern, innerhalb einer Woche folgten drei weitere Siege (alle im Slalom). Im Europacup begann er sich regelmäßig in die Punkteränge zu fahren. Bei den Juniorenweltmeisterschaften 2013 gewann er im Riesenslalom eine zweite Silbermedaille. Am 14. Dezember 2013 konnte er die ersten Weltcuppunkte gewinnen, als er beim Slalom auf der Face de Bellevarde in Val-d’Isère mit der hohen Startnummer 59 den 18. Platz belegte.
Infolge einer Verletzung in der Vorbereitung zur Saison 2014/2015 und dem ausbleibenden Erfolg wurde am 25. September 2021 bekannt, dass Zingerle seine Skikarriere beendet hat.

## Erfolge

### Weltcup
- 2 Platzierungen unter den besten 20

### Weltcupwertungen
| Saison  | Gesamt | Gesamt | Riesenslalom | Riesenslalom |
| Saison  | Platz  | Punkte | Platz        | Punkte       |
| ------- | ------ | ------ | ------------ | ------------ |
| 2013/14 | 106.   | 25     | 35.          | 25           |

### Europacup
- 3 Platzierungen unter den besten zehn

### Juniorenweltmeisterschaften
- Mont Blanc 2010: 11. Slalom, 20. Super-G, 39. Abfahrt
- Crans-Montana 2011: 24. Riesenslalom
- Roccaraso 2012: 2. Mannschaftswettbewerb
- Québec 2013: 2. Riesenslalom, 5. Kombination, 10. Slalom, 24. Abfahrt

### Weitere Erfolge
- 4 Siege bei FIS-Rennen